# Osetno, Warmińsko-Mazurskie
Osetno [ɔˈsɛtnɔ] (tiếng Đức: Ossettno, 1939-45: Mossetten)  là một ngôi làng ở quận hành chính của Gmina Biskupiec, trong huyện Nowomiejski, Warmińsko-Mazurskie, ở miền bắc Ba Lan. Nó nằm khoảng 8 kilômét (5 mi) phía nam Biskupiec, 18 km (11 mi) về phía tây của Nowe Miasto Lubawskie và 88 km (55 mi) về phía tây nam của thủ đô khu vực Olsztyn.